# لويس فونسيكا
لويس فونسيكا (بالإسبانية: Luis Fonseca) هو عداء مراثوني فنزويلي، ولد في 3 يونيو 1977 في Los Hornos ‏ في الأرجنتين.

## وصلات خارجية
- لويس فونسيكا على موقع الاتحاد الدولي لألعاب القوى (الإنجليزية)
- لويس فونسيكا على موقع أوليمبيديا (الإنجليزية)